# Elke Best
Elke Best, bürgerlich Elke Droßard, nun Elke Kohlund (* 18. Dezember 1956 in Duisburg) ist eine ehemalige deutsche Schlagersängerin.

## Leben
Best wuchs in Duisburg auf. Ab 1972 war sie Sängerin bei der Kölner Gruppe „Sandwich“. Peter Maffay und Michael Kunze produzierten mit ihr mehrere Soloaufnahmen. Später wurde ihre Musik von Gunter Gabriel produziert. Ihr größter Hit war Die Babies krieg’ immer noch ich im Herbst 1976. Ende der 1970er Jahre zog sie nach Hamburg um. Anfang der 1980er Jahre zog sich Best aus dem Schlagergeschäft zurück. 
Seit 1982 ist sie mit dem Schauspieler Christian Kohlund verheiratet, mit dem sie zwei erwachsene Kinder (eine Tochter und einen Sohn) hat. Ihre erste Ehe mit dem Hamburger Zuhälter Thomas Born war gescheitert.

## Diskografie

### Album
- Die Babies krieg’ immer noch ich (1977) – Produziert von Gunter Gabriel

### Singles
- Du bist die erste Liebe (1972)
- Wohin willst du gehen (1972)
- Ich bin wie du (1973)
- Aber dann war die Party zu Ende (1974)
- Was ich denke in der Nacht (1974)
- Noch ein letztes Glas im Steh’n (1975)
- Hey, Mr. Musicman (1975)
- Fang mich (1976)
- Die Babies krieg’ immer noch ich (1976)
- Hey Kleiner, mit Dir spielt wohl keiner (1977)
- Ich bin nicht Lisa (I’m Not Liza) (1977) –  Coverversion von Jessi Colter
- Du bist der Größte (Last Time I Saw Him) (1979) – Coverversion von Diana Ross
- Kriegst du kalte Füße (Journey to the Center of Your Heart) (1979) – Coverversion von Donna Summer
- Mama’s Boy (1980) – Coverversion von Suzi Quatro
- Träumer (Dreamer) (1981) – Coverversion von Supertramp
- Der Matador (The Matador) (1981) – Coverversion von Sylvia
- Land der Phantasie (The Land of Make Believe) (1982) – Coverversion von Bucks Fizz